# 朋友 (平井堅單曲)
《朋友》（日語：／羅馬拼音：／英文：Friends），日本男歌手平井堅的第21張單曲。2004年5月19日發行。

## 概述
- 平井堅2004年的第二張單曲。
- 收錄日劇《人生好棒》主題歌。
- 平井堅繼「Ring」之後本人第二次未出現在音樂錄影帶當中。

## 收錄曲
1. 朋友
  - 作詞．作曲：平井堅／編曲：松浦晃久
  - 富士電視劇「人生好棒」主題歌
2. jealousy
  - 作詞：Ken Hirai／作曲：YOSHIKA（SOULHEAD）／編曲：OCTPUSSY
3. style（D.O.I.re-M.I.X.）
  - 作詞．作曲：Ken Hirai／Remix：D.O.I
4. 朋友（less main vocal)

## 紀錄
- 與「輕閉雙眼」同出現在Oricon榜單上前十名（連兩週），是繼「樂園」跟「why」之後，第二次的特別紀錄。

## 外部連結
Sony Music的作品介紹
- 通常盤 （页面存档备份，存于）